# Прекос

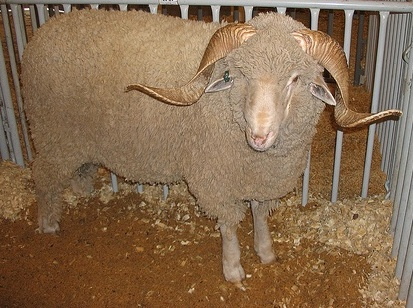

Прекос (фр. précoce — ранній, скороспілий) — порода тонкорунних овець м'ясо-вовнового напряму.
Виведена в кінці XIX столітті у Франції схрещуванням мериносів рамбулье з м'ясною лейстерською породою. Пізніше прекосів удосконалювали в Німеччині, звідки їх завезено в СРСР у 1926—1931.
Жива маса баранів 100—110 кг, вівцематок 55—60 кг. Шкіра без складок. Настриг вовни з баранів 8—10 кілограмів, з вівцематок 3,8—4,2 кілограми. Довжина вовни 7—10 сантиметри, тонина 58—64 якості, вихід чистої вовни 45—50%. Плодючість 140—150 ягнят на 100 маток. Вівці великі, скороспілі. Ягнята в 6 місяців досягають 40—45 кілограмів.
Розводять прекос у країнах Європи, зокрема в Україні, Північної Африки.